# Atractoscion atelodus
Atractoscion atelodus  (лат.) — вид лучепёрых рыб из семейства горбылёвых (Sciaenidae). Эндемик прибрежных вод юго-восточной Австралии.

## Описание
Тело удлинённое, довольно низкое, сжато с боков, покрыто ктеноидной чешуёй. Голова небольшая с большими глазами, диаметр которых меньше длины рыла. Верхняя часть рыла немного выпуклая. Две пары ноздрей, в передней паре ноздри округлые, а во второй — эллипсовидные. Рот большой, немного косой. Нижняя челюсть выступает вперёд перед верхней. Зубы загнуты внутрь. На верхней челюсти зубы расположены впереди в 2—3 ряда, а сзади — в один ряд. На нижней челюсти зубы расположены впереди в два ряда, а позади в один ряд. Во внутренних рядах крупнее, чем в передних. Клыковидных зубов нет. На сошнике и нёбе зубы отсутствуют. На краю предкрышки по одному шипу, покрытому тонкой мембраной. Два шипа на верхнем краю крышки, также покрытые тонкой мембраной. Нет сенсорных пор вокруг глаз и челюстях. На подбородке нет усика и сенсорных пор. Жаберные тычинки на первой жаберной дуге короткие, зазубренные и расположены редко. Их количество 7+1+7—9. Боковая линия с 70—73 прободёнными чешуйками начинается у жаберных отверстий и тянется до хвостового стебля.
Спинной плавник начинается за головой и идёт до хвостового стебля, в нём 11 жёстких и 31—34 мягких лучей. В анальном плавнике две колючки и 9 мягких лучей. Мягкие лучи длиннее жёстких. В брюшных плавниках один колючий и 5 мягких лучей. Хвостовой плавник немного выемчатый.
Плавательный пузырь напоминает по форме морковку, имеет два рогообразных выступа. Позвонков 25.
Тело серебристого цвета с переливающими оттенками от коричневого до голубого или пурпурного. По спине и бокам проходят слаборазличимые линии. Брюхо бледное. У основания грудных плавников чёрное пятно.  Ротовая полость ярко-жёлтая. Область под жаберными крышками также жёлтая.
Максимальная длина тела 51,5 см.

## Ареал и места обитания
Распространены только в прибрежных водах у восточной Австралии от юга Квинсленда до залива Порт-Хакинг и Нового Южного Уэльса. Молодь обитает в прибрежных водах и эстуариях. Взрослые особи встречаются в открытых водах до глубины 200 м, образуют небольшие стаи.

## Взаимодействие с человеком
Данный вид трангов имеет промысловое значение у берегов Австралии. Промысел ведётся ловушками и ярусами. Популярный объект спортивной рыбалки.